# Tephronia sepiaria
Tephronia sepiaria is een vlinder uit de familie spanners (Geometridae). De wetenschappelijke naam is voor het eerst geldig gepubliceerd in 1767 door Hufnagel.
De soort komt voor in Europa.